# 臼杵市立市浜小学校
臼杵市立市浜小学校（うすきしりつ いちはましょうがっこう）は、大分県臼杵市大字戸室にある公立小学校。

## 概要
臼杵市内で1番大きい小学校。臼杵市立西中学校が道路の向かいにある。校舎の増設に伴いグラウンドが狭くなったため、歩道橋でつながっている同中学校前のグラウンドを使用している。

## 通学区域
中洲、上市浜、下市浜、中市浜、新地、山の手、双葉、久保、浄光台、戸室、あすとぴあ、江無田、田篠川、弥生、門前

## アクセス
- 鉄道：JR九州日豊本線上臼杵駅より車で約7分[2]

## 進学先中学校
- 臼杵市立西中学校